# 프랑스운동
프랑스운동(프랑스어: Mouvement pour la France, 약칭 MPF)은 프랑스의 보수주의·유로회의주의 정당으로 방데 지역을 지역적 근거지로 두고 있다. 자크 시라크 아래서 통신장관을 지낸 필립 드 빌리에에 의해 1994년 11월 20일 창당되었다.
유럽 연합의 탈퇴를 주장하지는 않으나, 일반적으로 프랑스운동은 유럽회의주의 노선을 따르는 것으로 분류된다. 이 점은 영국 독립당 (UKIP)와 같이 유럽 내 주류 유로회의주의 정당들과 구분되는 부분이다. 프랑스운동은 유럽 통합을 거부하여, 2005년의 유럽 헌법 비준을 위한 국민투표를 거부하자는 캠페인을 벌이기도 했다.
터키의 유럽 연합 가입을 강경하게 거부하는 입장이며, 프랑스 내 이슬람화에 대해서도 회의적이다.
2007년의 대선에서는 니콜라 사르코지를 지지하였으며, 이를 계기로 집권 여당인 대중운동연합 (UMP)과 함께 주요 정치적 파트너로써 활동하고 있다.

## 같이 보기
- 프랑스의 정당
- 약진하는 프랑스